# Cylindroiulus cantoni
Cylindroiulus cantoni är en mångfotingart som först beskrevs av Henri W. Brölemann 1892.  Cylindroiulus cantoni ingår i släktet Cylindroiulus och familjen kejsardubbelfotingar. Inga underarter finns listade i Catalogue of Life.